# Ö (landområde)
För andra betydelser, se Ö (olika betydelser).

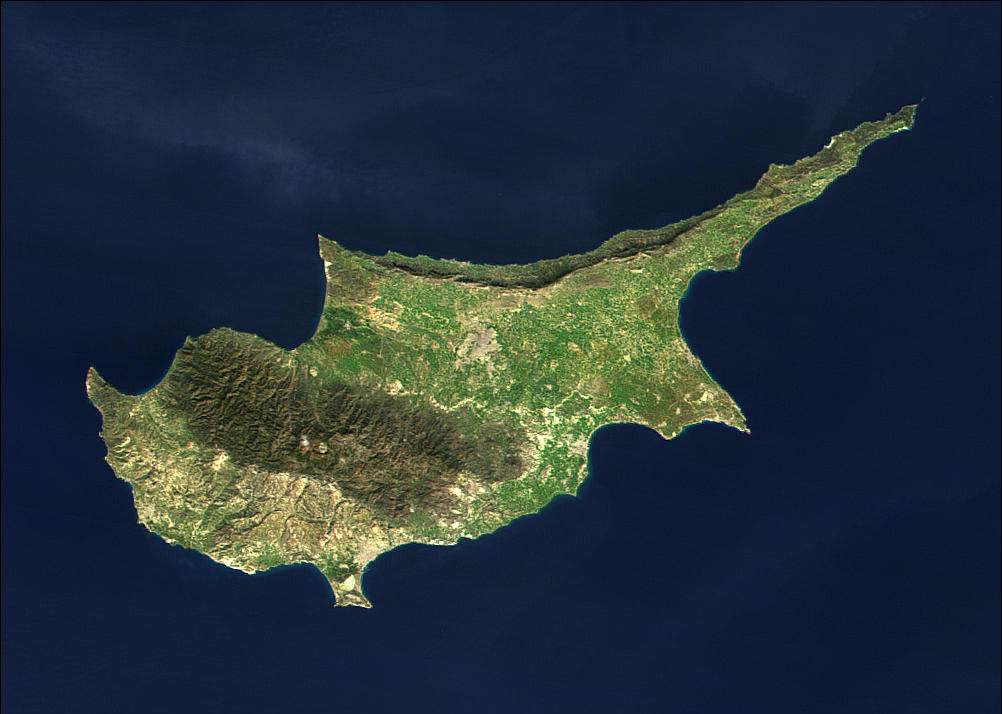
Satellitbild av Cypern.

En ö är enligt Förenta nationernas havsrättskonvention en naturlig landmassa omgiven av vatten, som är ovanför vattenytan oavsett tidvattennivå. Det finns öar i vattendrag och insjöar, och öar i hav. Öar i hav skiljs mellan kontinentalöar och oceaniska öar. Till kontinentalöarna räknas de öar som ligger på samma kontinentalsockel som intilliggande fastland. Kontinentalöarna har normalt en geologisk uppbyggnad som fullständigt överensstämmer med det angränsande fastlandet. Ibland har öar skapats som ett resultat av vågornas inverkan på fastlandet, medan andra öar bildats av sand och annat sediment, som floder fört med sig ut i havet. Några kontinentalöar har ett större avstånd från kusten – som Storbritannien och Irland – men är förbundna med närliggande fastland i så mån att havet emellan är mycket grunt.
De oceaniska öarna har inget samband med kontinenterna, och är jämförelsevis små. Dessa öar är antingen vulkan- eller korallbildningar.
De största öarna i världen är Grönland, Nya Guinea, Borneo, Madagaskar och Baffinön. Det största antalet öar finns i Stilla havet, och utgörs där ofta av korallrev. Australien räknas som kontinent eftersom området står på egen tektonisk platta.
Det finns öar som uppstått ur havet på senare tid, som den isländska vulkanön Surtsey, och öar som tycks ha försvunnit i havets djup, som den mexikanska Bermeja.

## Urval av världens öar

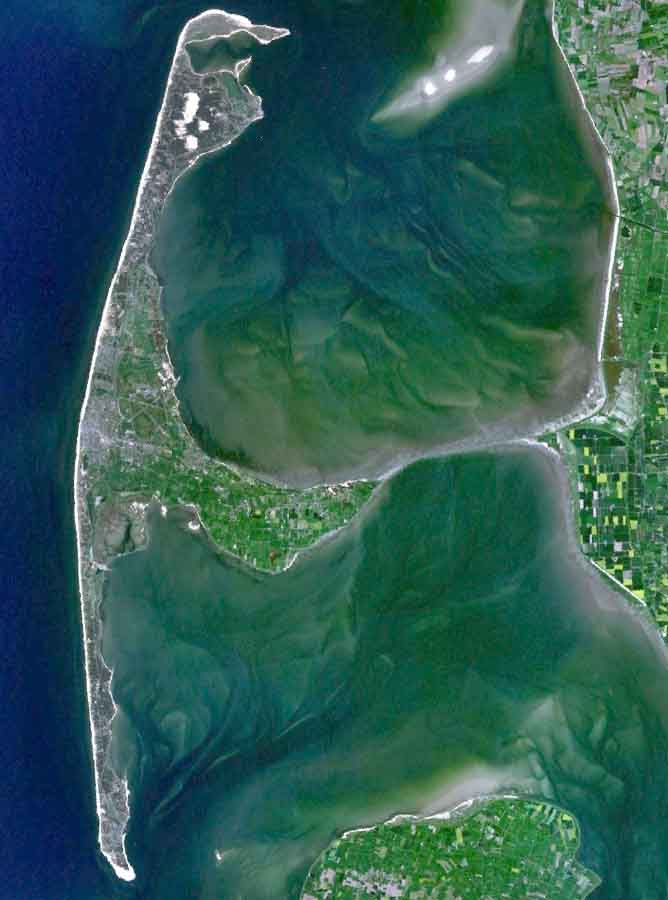
Sylt, Tyskland
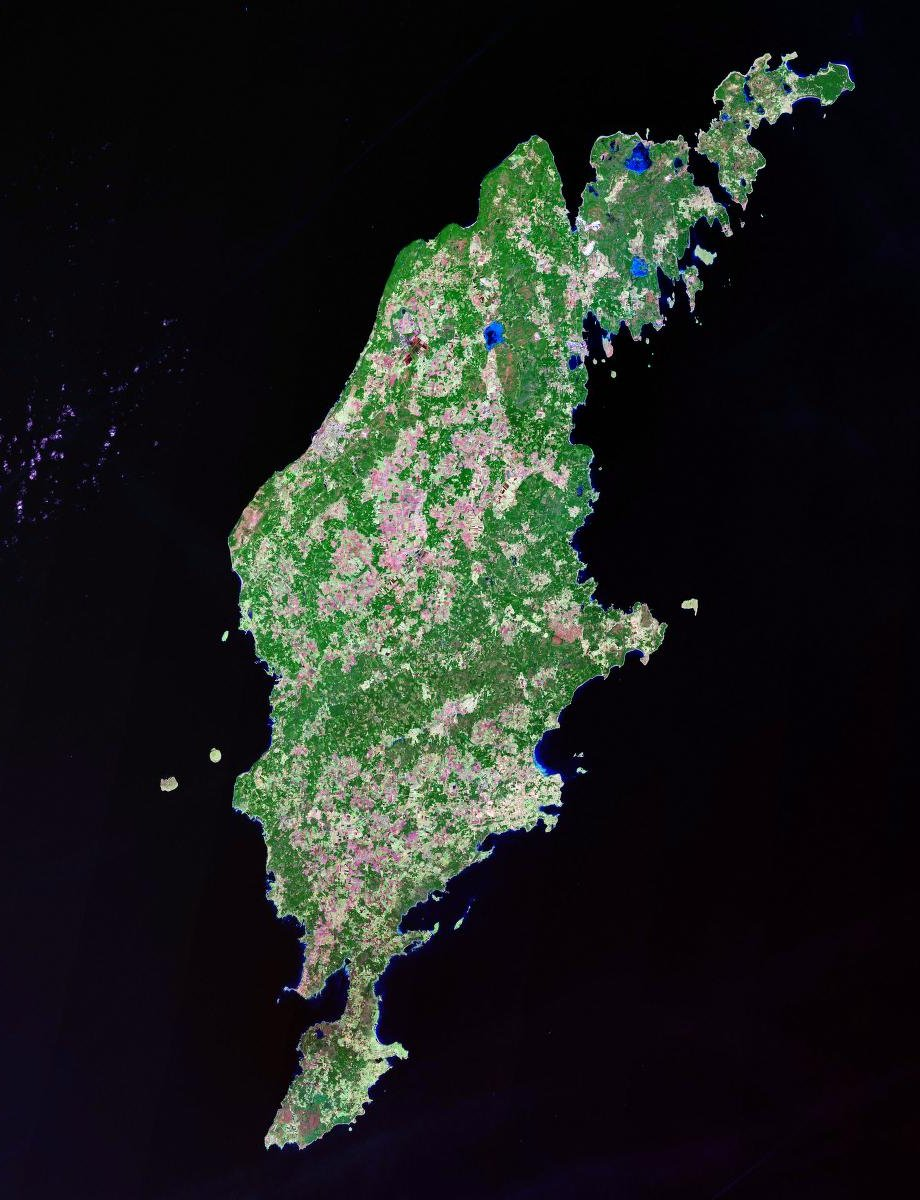
Gotland, Sverige
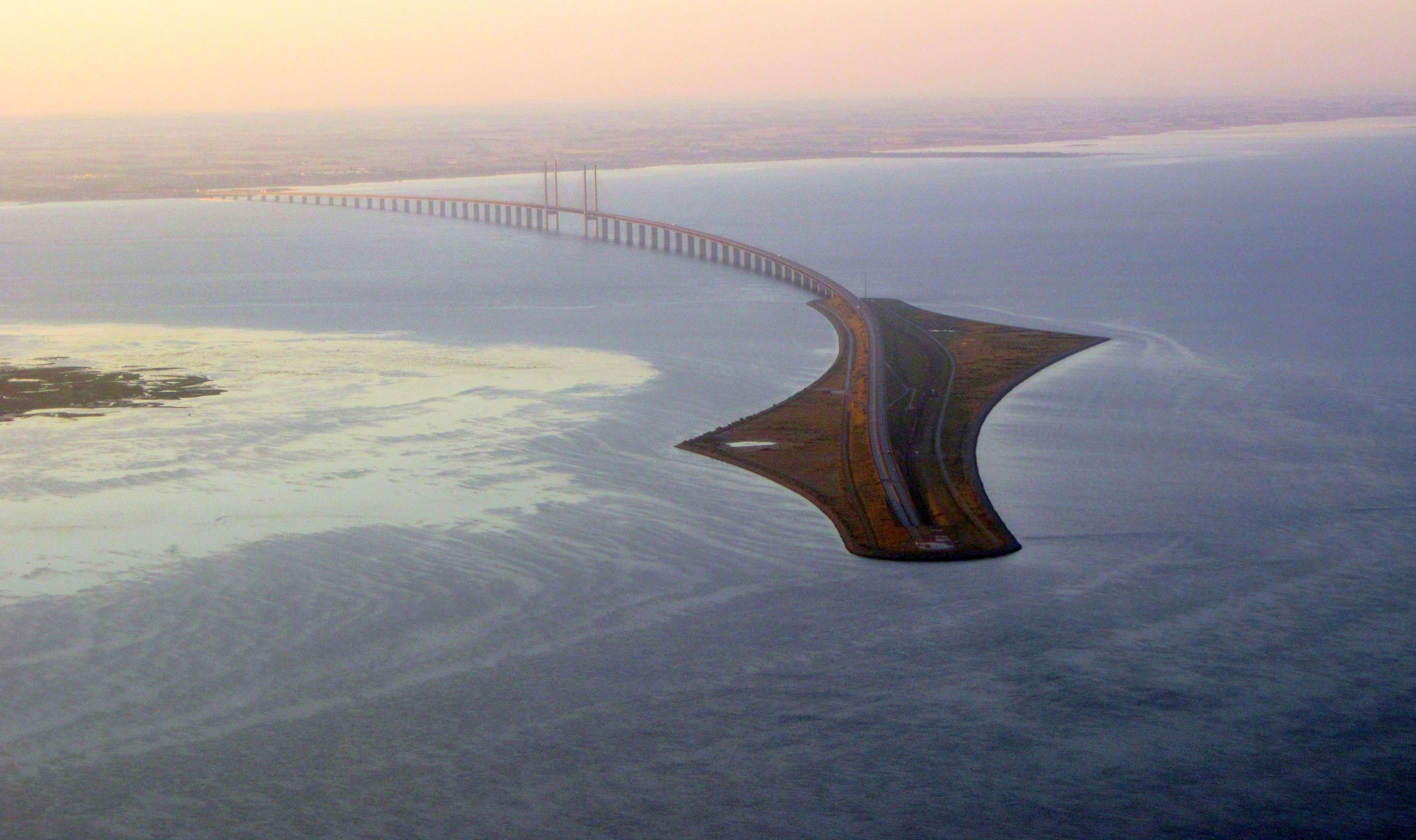
Pepparholm, Danmark
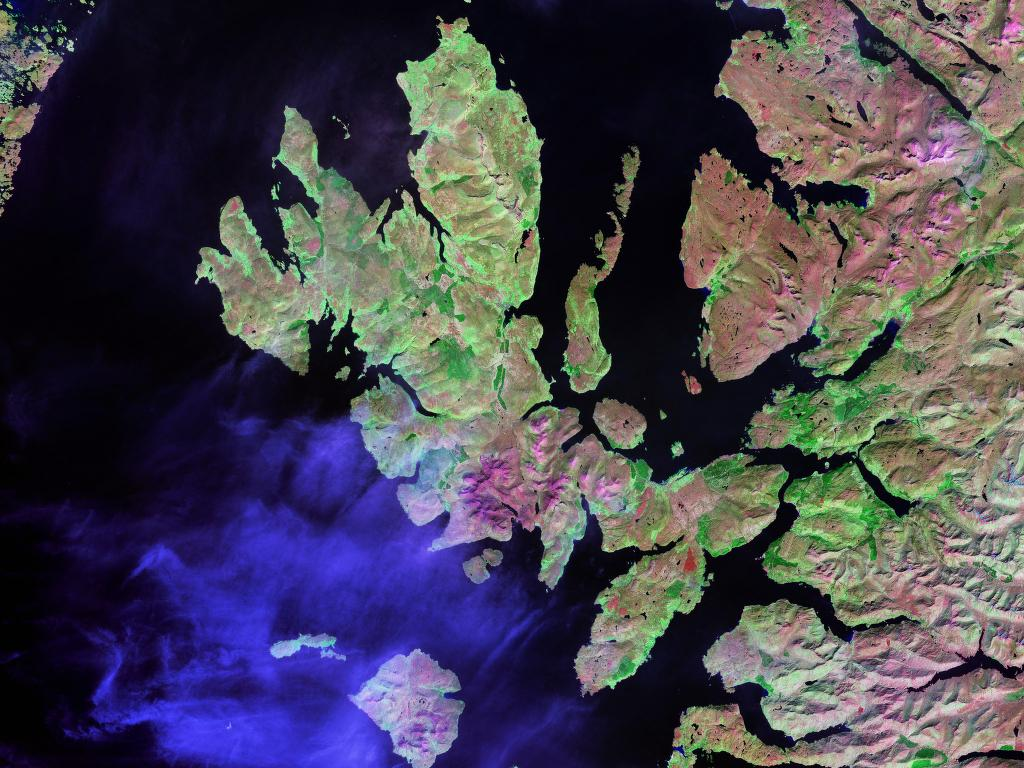
Skye, Storbritannien
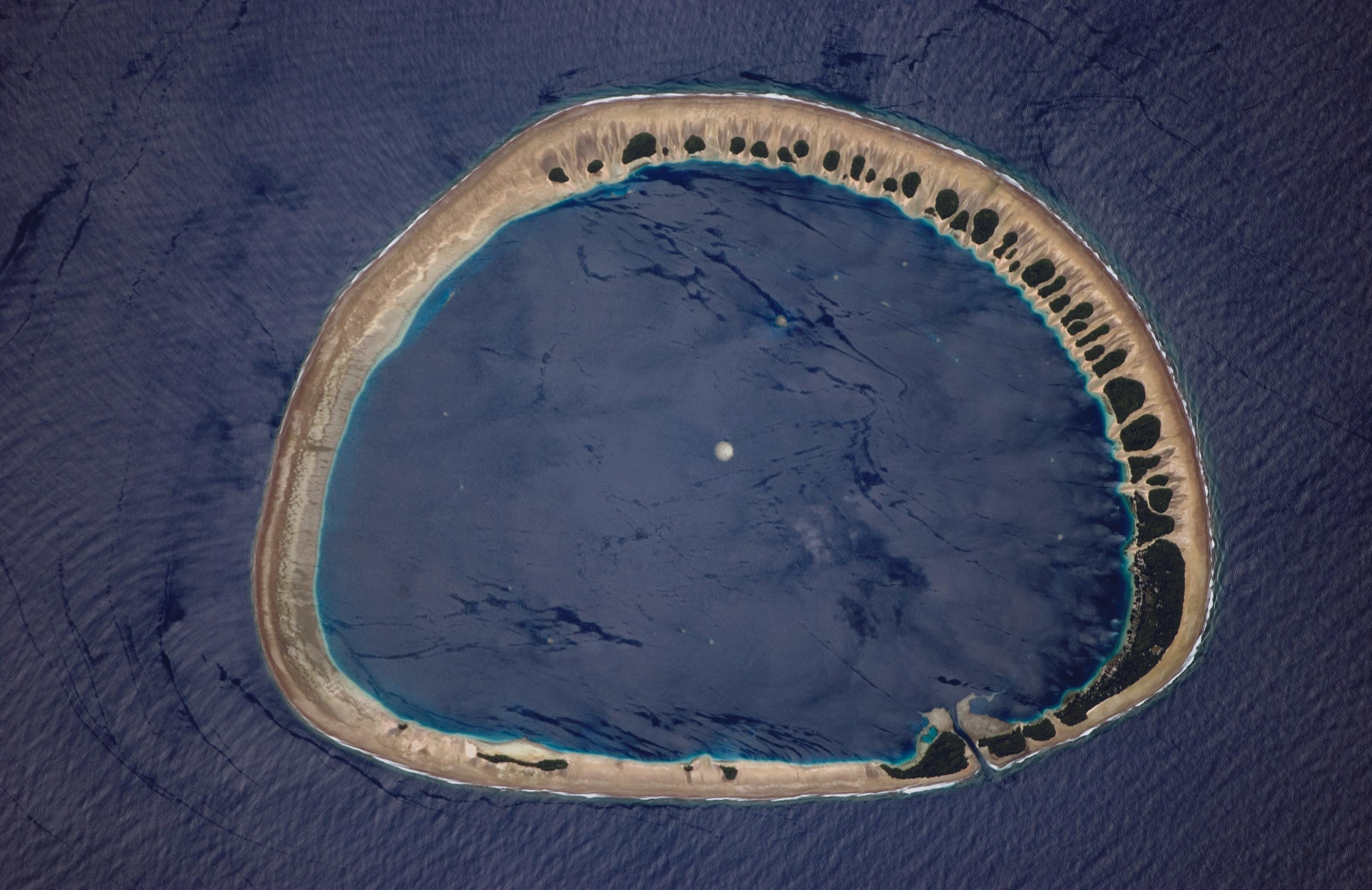
Nukuoro, Mikronesiens federerade stater
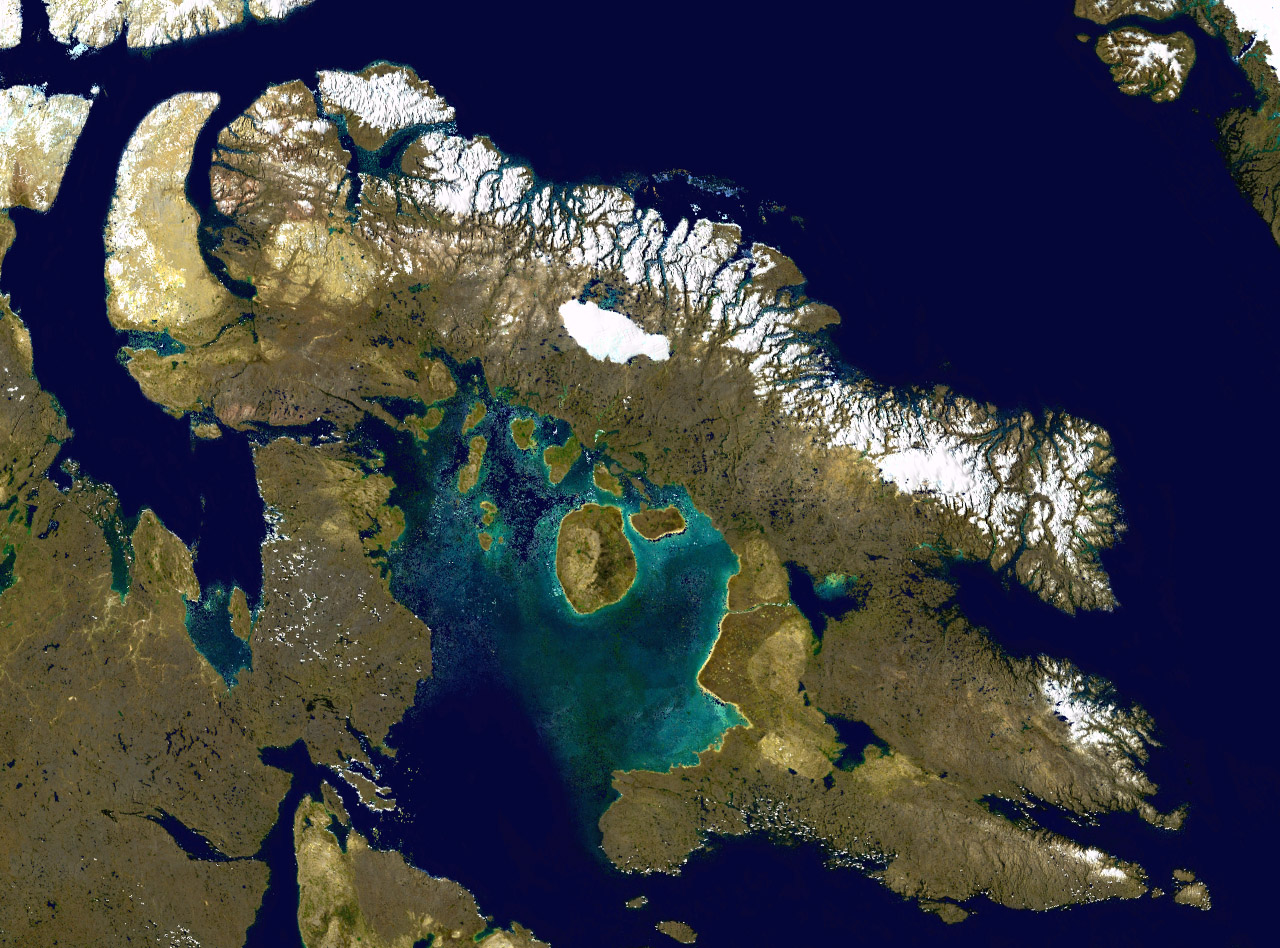
Baffinön, Kanada
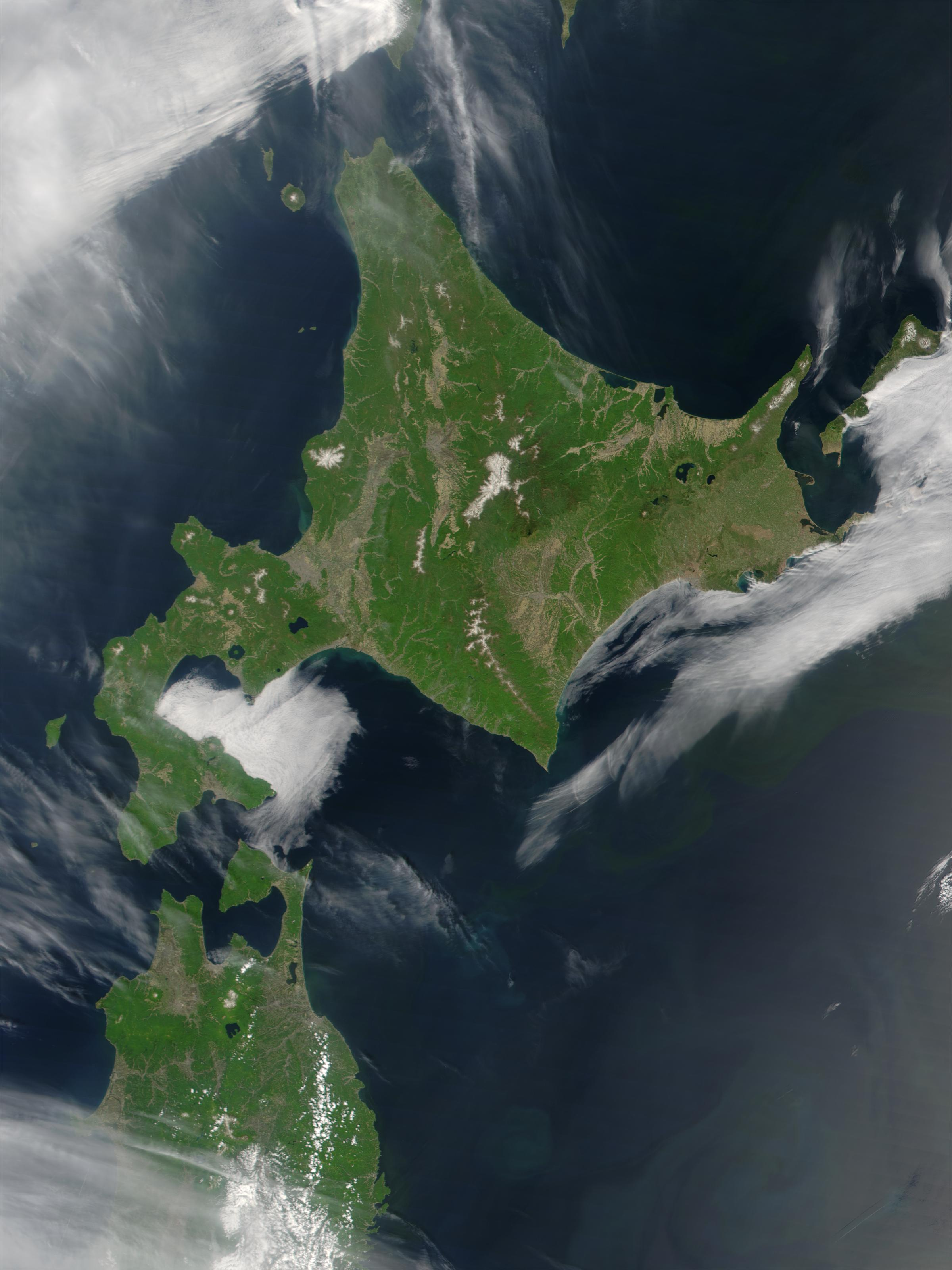
Hokkaido, Japan
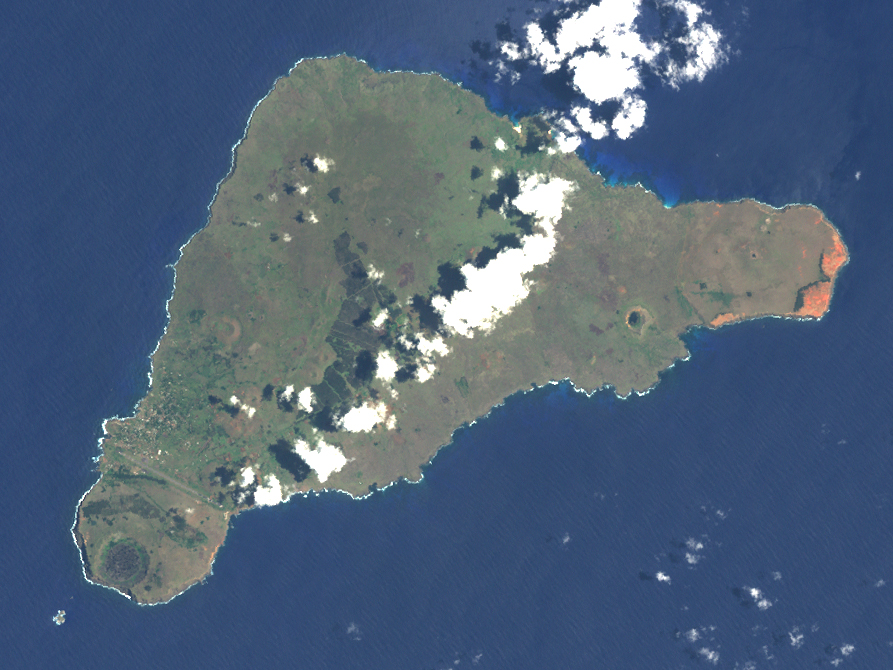
Påskön, Chile
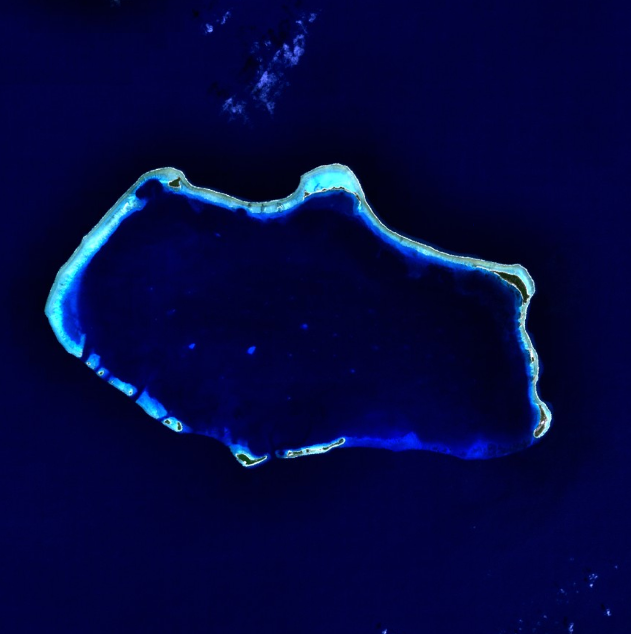
Bikiniatollen, Marshallöarna
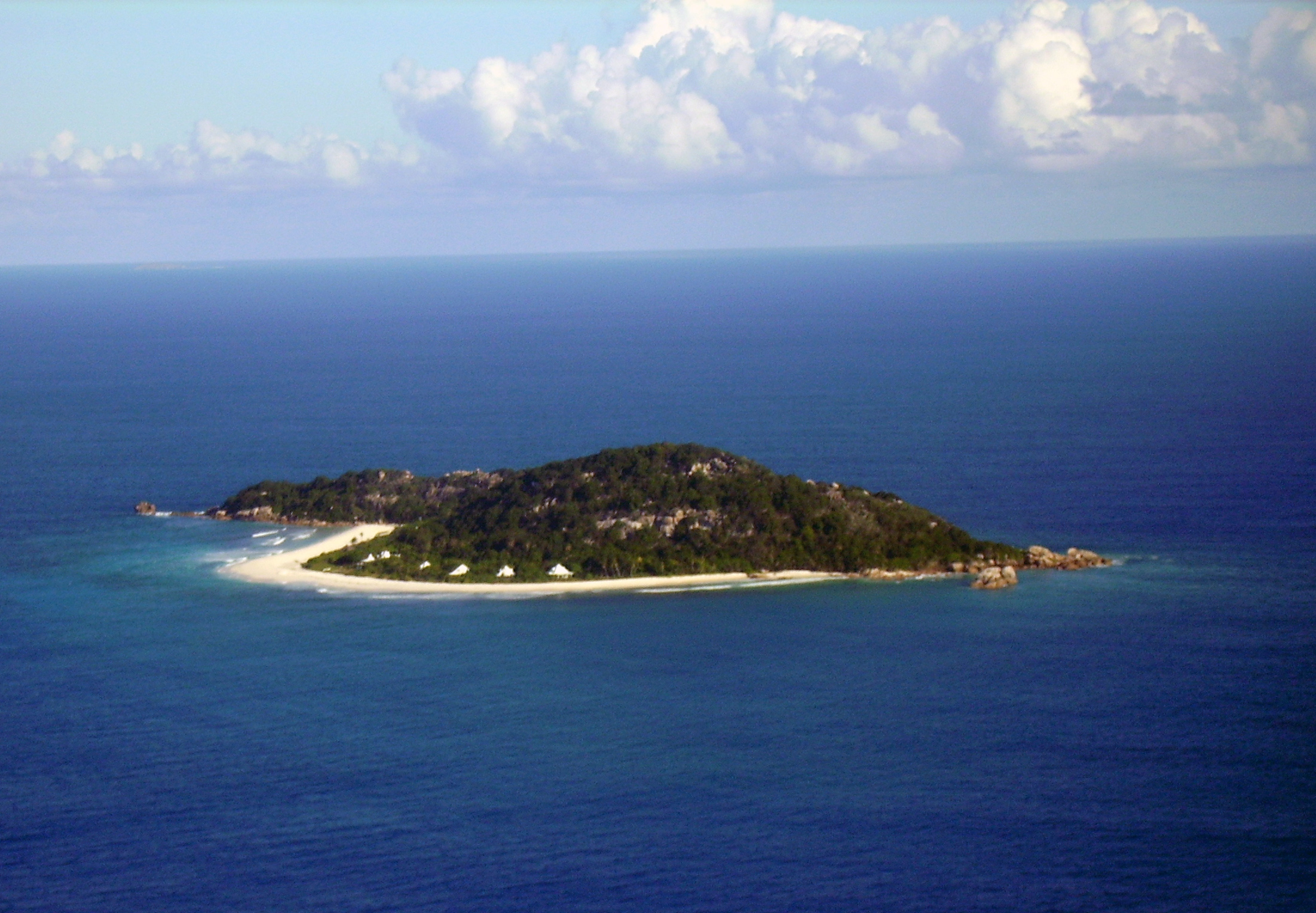
Cousine Island, Seychellerna
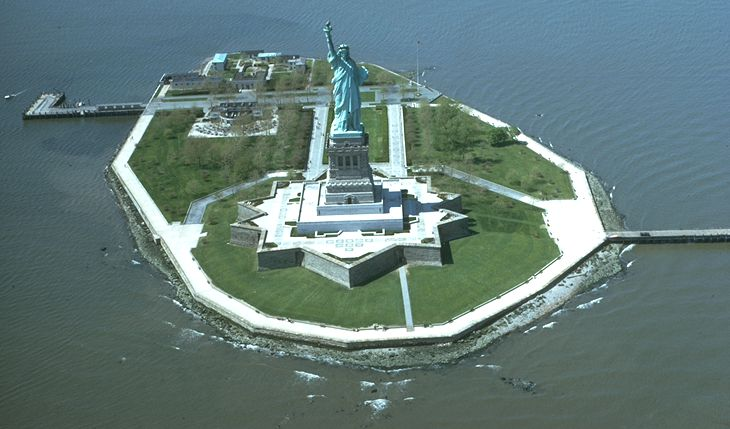
Liberty Island, USA
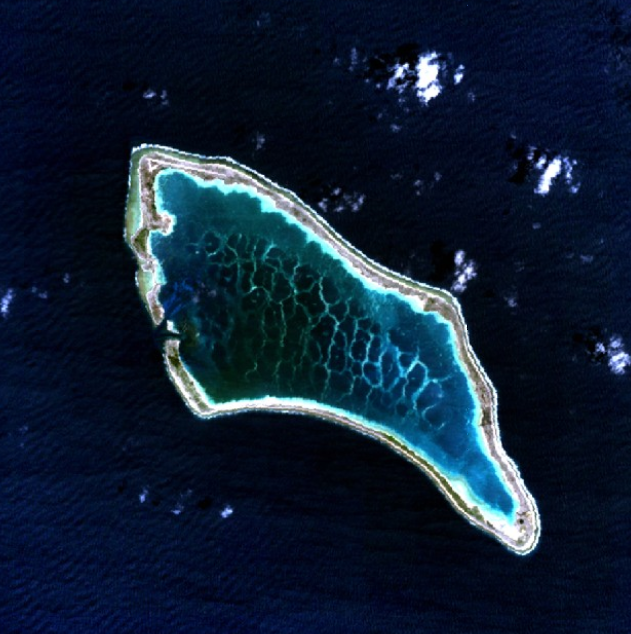
Kantonatollen, Kiribati